# Loch Ness (videogioco)
Loch Ness (The Cameron Files: Secret at Loch Ness) è un videogioco d'avventura ambientato attorno al Loch Ness.

## Trama
Scozia, 1932. Il detective Alan Parker Cameron della polizia di Chicago viene contattato dal suo amico Allistar McFarley nel suo castello in Scozia. Milord lo contatta per via di misteriosi avvistamenti dall'osservatorio del suo castello. Al suo arrivo, Cameron non ha contatto con McFarley, e fa conoscenza con Ursula McFarley, moglie di Allistar, la quale informa che suo marito è scomparso. La donna si siede sul divano del salone, ma dopo poco sviene a terra.

## Personaggi
- Alan Parker Cameron: detective privato di Chicago che viene contattato da Allistar McFarley per compiere delle indagini nei dintorni del suo castello sul Loch Ness. È un amante del bourbon
- Lord Allistar McFarley: nobile e uomo d'affari che possiede un imponente castello a Devil's Ridge, una località sulle sponde del Loch Ness.
- Lady Ursula McFarley: moglie di Allistar. È la prima persona che si incontra nel gioco. Probabilmente malata di cuore.
- Moira McFarley: è l'incantevole figlia di Allistar e Ursula. Darà un aiuto prezioso per le indagini
- Grunge McGrab: è forse il principale nemico del gioco. Uomo d'affari, è proprietario di una distilleria di whisky non molto lontana da Devil's Ridge.
- Il custode: È un tipo baffuto, molto sgarbato e misterioso che lavora a servizio di McGrab nella distilleria. Custodisce un importante manoscritto che Alan dovrà rubare. Bisogna stare attenti perché se provocato può reagire sparando a colpi di fucile.
- Sean Cameron: è il padre di Alan. Nel gioco non compare, se non in un album fotografico.

## Devil's Ridge
Devil's Ridge (ponte del diavolo), è il luogo fantastico presente nel videogioco, situato sulle coste del Loch Ness. Su questo luogo venne eretto il castello dei McFarley.